# Prévention tertiaire
 Mise en garde médicale
La prévention tertiaire désigne l'ensemble des moyens mis en œuvre pour éviter la survenue de complications et de rechutes des maladies.
Elle comprend :
- tous les actes destinés à diminuer la prévalence des incapacités chroniques ou handicaps et l'incidence des rechutes,
- toutes les activités cliniques menées après le diagnostic de la maladie et destinées à empêcher la détérioration de l’état du malade ou les complications[1].

Cette conception étend la prévention au domaine de la réadaptation : elle cherche à favoriser la réinsertion professionnelle et sociale après la maladie.
Elle s'inscrit dans le cadre des trois niveaux de prévention définis par l'Organisation mondiale de la santé (OMS) : les préventions primaire, secondaire et tertiaire. Elle est intimement liée à la  prévention quaternaire, en évitant la surmédicalisation.
Par exemple, la prévention tertiaire du cancer du col de l’utérus concerne le diagnostic et le traitement des cancers avérés. Le traitement est basé sur la chirurgie, la radiothérapie et parfois la chimiothérapie.